# Géza Andrássy

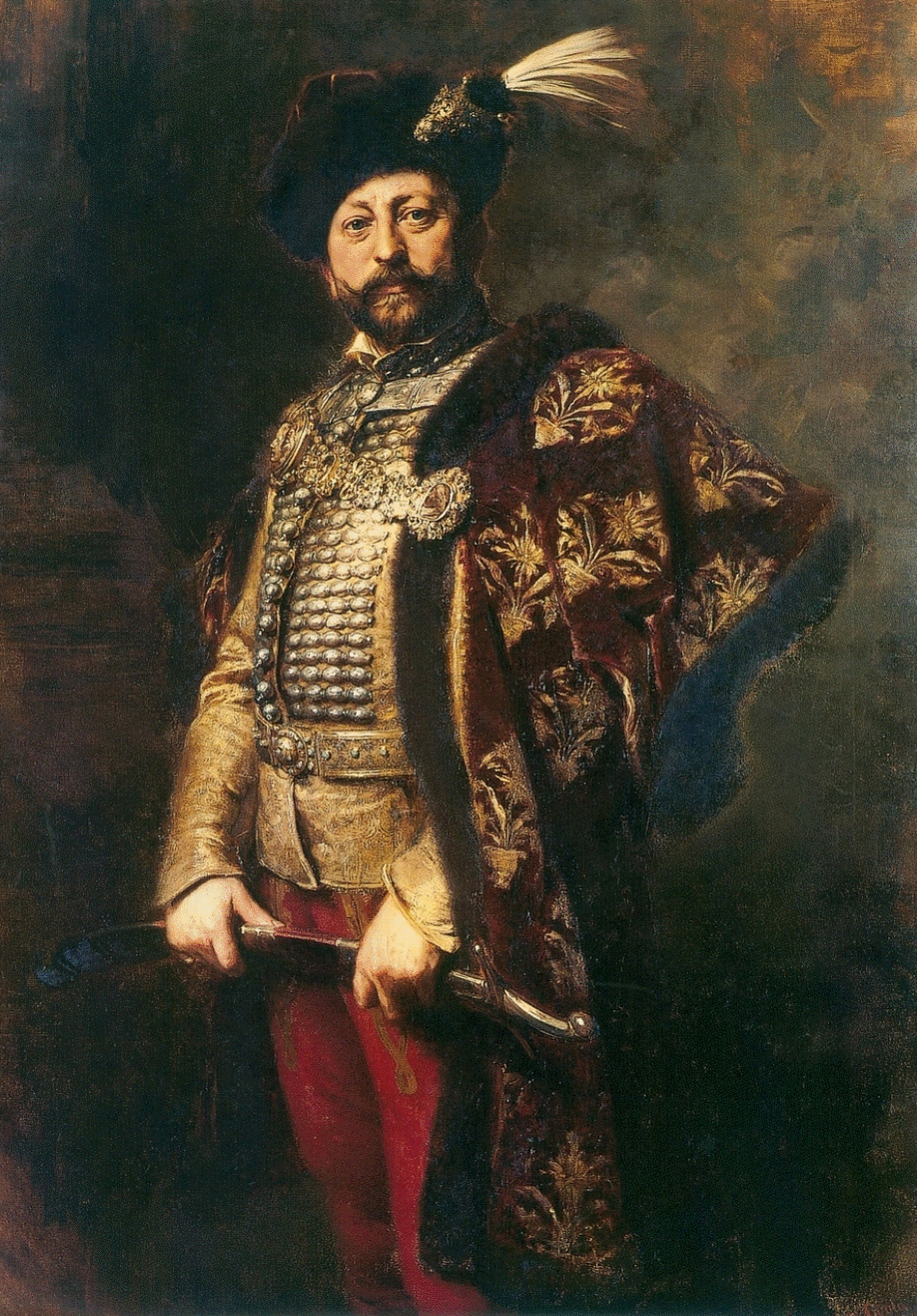
Porträt des Grafen Géza Andrássy Öl auf Leinwand von Gyula Benczúr

Géza Graf Andrássy von Csíkszentkíraly und Krasznahorka (voller Name: Géza Julius Alexander Johann Maria; * 22. Juli 1856 in Pest; † 29. August 1938 in Budapest) war ein ungarischer Magnat, Offizier, Gutsbesitzer, Fabrikant, Politiker, Sportler und Vorstandsmitglied der Ungarischen Akademie der Wissenschaft (1931).

## Biografie

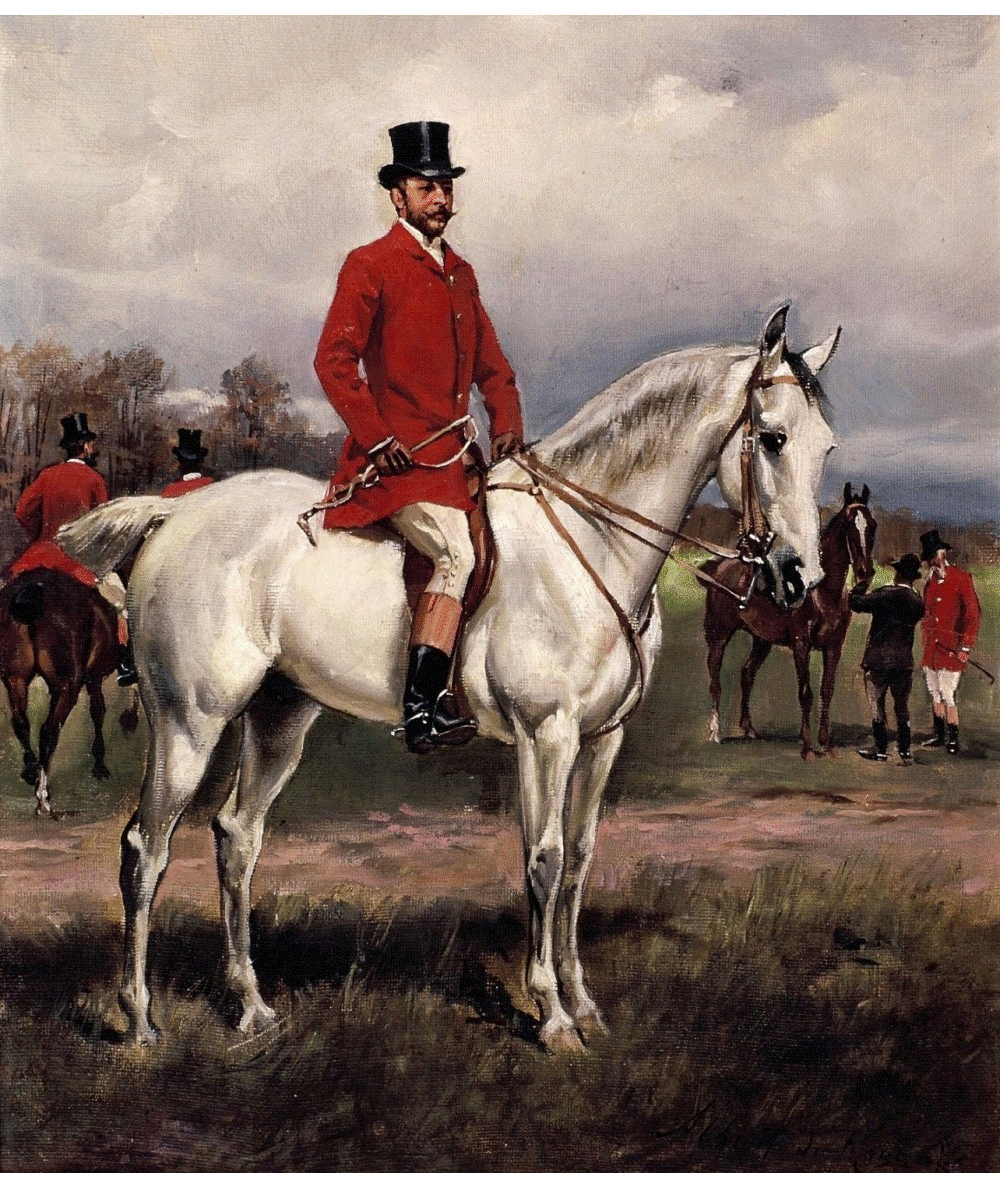
Géza Andrássy, Gemälde von 1895 von Kossak Wojciech

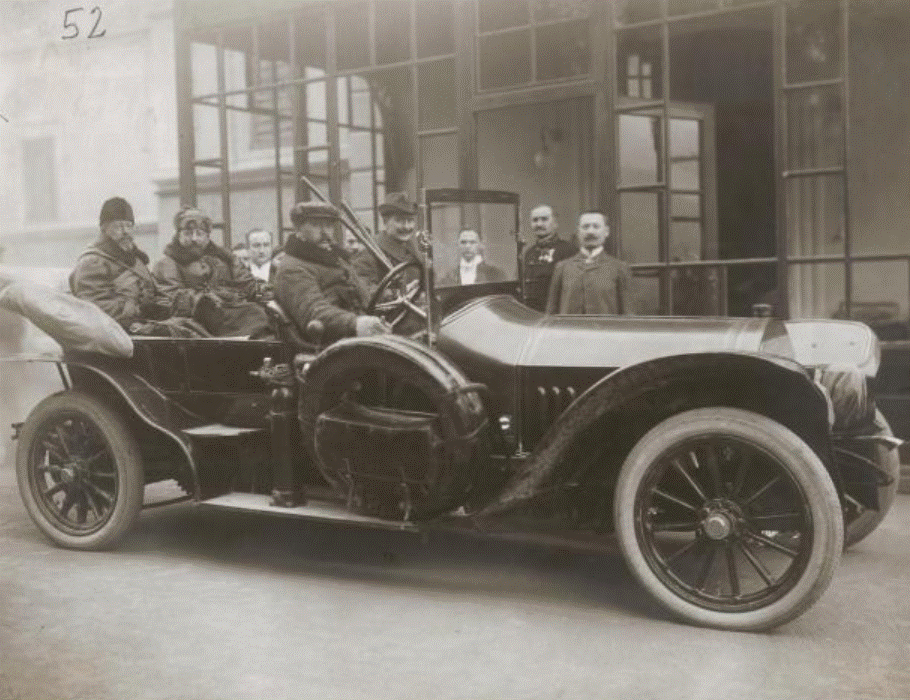
S.K.H. Prinz Heinrich von Preußen und Graf Géza Andrássy fahren zur Bärenjagd im Sulova-Wald, November 1908

Géza Andrássy wurde 1856 in Pest als ältester Sohn des Grafen Emanuel Andrássy von Csíkszentkirály und Krasznahorka ung. Gróf Andrássy Manó (1821–1891), (dem älteren Bruder des Außenministers Grafen Gyula Andrássy) und dessen Gattin Gräfin Gabriella Pállfy von Erdőd (1833–1914) geboren.

## Karriere
Andrássy verbrachte seine Jugend vorwiegend auf den Besitzungen der Familie Andrássy in Schloss Betler und Schloss Krásna Hôrka. Er studierte Rechtswissenschaften an der Universität Budapest und Genf. 1881 unternahm Andrássy eine Studienreise in die USA. Er war Eigentümer der Andrássy-Eisenwerke, die er später an Hüttenwerke Gesellschaft Ózd verkaufte und dafür Vorstandsmitglied wurde.
1891 bis 1897 und erneut ab 1910 war Andrássy Abgeordneter im ungarischen Parlament. Ab 1898 war er Mitglied des Großordens und war ab 1897 bis zu seinem Tod Mitglied des Oberhauses. Er war ein Anhänger der Liberalen Partei (Szabadelvű Párt), schloss sich aber während der ersten Ministerpräsidentschaft von Graf István Tiszas den Dissidenten und dann der nationalen Verfassungspartei (Országos Alkotmánypárt) an.
Andrássy war vor dem Ersten Weltkrieg, als Vertrauter von Kronprinz Rudolf von Österreich-Ungarn und als guter Freund des englischen Königs Eduard VII. in der europäischen Gesellschaft weit vernetzt. Während des Ersten Weltkriegs diente Andrássy als Oberst bei den Husaren.

### Sport
Er war ein bekannter Sportförderer und großer Anhänger von Pferderennen, Polo, Motorsport und Segeln. Andrássy war Präsident des Ungarischen Leichtathletikklubs und der Nationalen Reitschule. In Ungarn führte er den Polosport ein und war ein berühmter Vollblutzüchter. 1908 bis 1927 war er Präsident des Ungarischen Olympischen Komitees und war von 1907 bis 1938 Vertreter des ungarischen IOC. Ab 1908 verhalf Andrássy Ungarn zu erfolgreichen Teilnahme an den Olympischen Spielen und engagierte sich die Olympischen Sommerspiele 1920 in Budapest auszurichten zu dürfen. Seine Kriegseinsätze im Ersten Weltkrieg führten 1919 zur Suspendierung seiner Tätigkeit für das IOC. An der IOC-Sitzung 1921 wurde er nicht wieder in sein Amt eingesetzt.
An der Entstehung, Entwicklung und Betreuung der folgenden Sportarten war er größtenteils selbst beteiligt sowohl als aktiver Athlet als auch als Funktionär.
- Präsident des Nationalen Hofreitschule (ung. Nemzeti Lovarda)[4]
- Pferderennen[5]
- Präsident des Budapester Polo Clubs und der Hungarian Equestrian Polo Association[4][5]
- Präsident des Magyarischen Atletikai Clubs (MAC) (1883)[4][5]
- Beim Segeln als «Vizekommandant» des Stefánia Yacht Club (heute Balatonfüredi Yacht Club)[8]
- Als Förderer des Motorsports, als Mitglied des Automobilclubs 1902[5]

## Ehe und Familie
Géza Andrássy heiratete am 17. Mai 1883 in Prag, Gräfin Eleonora von Kaunitz-Rietberg (* 27. August 1862 auf Schloss Neuschloss; † 8. April 1936 in Budapest). Aus der Ehe gingen drei Kinder hervor:
1. Gräfin Mária Gabriele «Marizza» Andrássy von Csíkszentkíraly und Krasznahorka (1886–1961)
2. Graf Károly Manó Andrássy von Csíkszentkíraly und Krasznahorka (1888–1910)
3. Graf Manó Andrássy von Csíkszentkíraly und Krasznahorka (1842–1953)

## Werke
- Die Gesetze zum Schutz des Eigenheims (Budapest, 1883)[9]

## Vorfahren
| Ahnentafel des Grafen Géza Andrássy | Ahnentafel des Grafen Géza Andrássy | Ahnentafel des Grafen Géza Andrássy | Ahnentafel des Grafen Géza Andrássy | Ahnentafel des Grafen Géza Andrássy | Ahnentafel des Grafen Géza Andrássy | Ahnentafel des Grafen Géza Andrássy | Ahnentafel des Grafen Géza Andrássy | Ahnentafel des Grafen Géza Andrássy |
| ----------------------------------- | --- | --- | --- | --- | --- | --- | --- | --- |
| Ururgroßeltern                      | Graf Károly I. Andrássy de Csíkszentkirály (1725–1792) ⚭ 1759 Gräfin Mária Nadásdy von Fogáras (1728–1795)                                                   | Graf György Csáky von Köröszegh und Adorján (1730–1788) ⚭ 1753 Gräfin Henriette Erdődy von Monyorókerék und Monoszló (1731–1778)                             | Graf Péter Ignác Szapáry von Szapár, Muraszombat und Széchy-Sziget (1711–1796) ⚭ 1759 Gräfin Mária Izabella Agatha Batthyány von Német-Újvar (1743–1812)     | Graf Imre Csáky von Körösszegh und Adorján (1728–1804) ⚭ 1753 Gräfin Rosalie Engl von und zu Wagrain (1730–1814)                                             | Graf Miklós Pálffy von Erdőd (1699–1734) ⚭ 1726 Gräfin Maria von Schlick zu Bassano und Weißkirchen (1708–1761)                           | Reichsfürst Rudolph Joseph I. von Colloredo-Mels Waldsee (1706–1788) ⚭ 1727 Gräfin Maria Gabriele von Starhemberg (1707–1793)             | Graf János Ivan Erdődy von Monyorókerék und Monoszló, Bán von Kroatien (1733–1806) ⚭ 1762 Gräfin Maria Anna Széchenyi de Sárvár-Felsövidek (1744–1823) | Graf Lajos Festetics von Tolna (1732–1797) ⚭ 1764 Gräfin Krisztina Farkas von Nagy-Jóka (1743–1797)                                      |
| Urgroßeltern                        | Graf József Andrássy von Csíkszentkirály und Krasznahorka (1762–1834) ⚭ 1790 Gräfin Walburga Csáky von Körösszegh und Adorján (1770–1792)                    | Graf József Andrássy von Csíkszentkirály und Krasznahorka (1762–1834) ⚭ 1790 Gräfin Walburga Csáky von Körösszegh und Adorján (1770–1792)                    | Graf Péter Szapáry von Szapár, Muraszombat und Széchy-Szige (1766–1827) ⚭ 1792 Gräfin Julianna Csáky von Körösszegh und Adorján (1770–1838)                  | Graf Péter Szapáry von Szapár, Muraszombat und Széchy-Szige (1766–1827) ⚭ 1792 Gräfin Julianna Csáky von Körösszegh und Adorján (1770–1838)                  | Graf János VIII. Lipót József István Pálffy von Erdőd (1728–1791) ⚭ 1762 Prinzessin Maria Gabriela von Colloredo-Mels Waldsee (1741–1801) | Graf János VIII. Lipót József István Pálffy von Erdőd (1728–1791) ⚭ 1762 Prinzessin Maria Gabriela von Colloredo-Mels Waldsee (1741–1801) | Graf Zsigmond Erdődy von Monyorókerék und Monoszló (1775–1813) ⚭ 1801 Gräfin Mária Festetics von Tolna (1774–1837)                                     | Graf Zsigmond Erdődy von Monyorókerék und Monoszló (1775–1813) ⚭ 1801 Gräfin Mária Festetics von Tolna (1774–1837)                       |
| Großeltern                          | Graf Károly III. Andrássy von Csíkszentkirály und Krasznahorka (1792–1845) ⚭ 1819 Gräfin Etelka Szápáry von Szapár, Muraszombat und Széchy-Szige (1798–1876) | Graf Károly III. Andrássy von Csíkszentkirály und Krasznahorka (1792–1845) ⚭ 1819 Gräfin Etelka Szápáry von Szapár, Muraszombat und Széchy-Szige (1798–1876) | Graf Károly III. Andrássy von Csíkszentkirály und Krasznahorka (1792–1845) ⚭ 1819 Gräfin Etelka Szápáry von Szapár, Muraszombat und Széchy-Szige (1798–1876) | Graf Károly III. Andrássy von Csíkszentkirály und Krasznahorka (1792–1845) ⚭ 1819 Gräfin Etelka Szápáry von Szapár, Muraszombat und Széchy-Szige (1798–1876) | Graf Ferenc V. Alajos Meinrad Pálffy von Erdőd (1780–1852) ⚭ 1827 Gräfin Nathalie Maria Erdődy von Monyorókerék und Monoszló (1804–1845)  | Graf Ferenc V. Alajos Meinrad Pálffy von Erdőd (1780–1852) ⚭ 1827 Gräfin Nathalie Maria Erdődy von Monyorókerék und Monoszló (1804–1845)  | Graf Ferenc V. Alajos Meinrad Pálffy von Erdőd (1780–1852) ⚭ 1827 Gräfin Nathalie Maria Erdődy von Monyorókerék und Monoszló (1804–1845)               | Graf Ferenc V. Alajos Meinrad Pálffy von Erdőd (1780–1852) ⚭ 1827 Gräfin Nathalie Maria Erdődy von Monyorókerék und Monoszló (1804–1845) |
| Eltern                              | Graf Máno Andrássy von Csíkszentkirály und Krasznahorka (1821–1891) ⚭ 1833 Gräfin Gabriella Pálffy von Erdőd (1833–1914)                                     | Graf Máno Andrássy von Csíkszentkirály und Krasznahorka (1821–1891) ⚭ 1833 Gräfin Gabriella Pálffy von Erdőd (1833–1914)                                     | Graf Máno Andrássy von Csíkszentkirály und Krasznahorka (1821–1891) ⚭ 1833 Gräfin Gabriella Pálffy von Erdőd (1833–1914)                                     | Graf Máno Andrássy von Csíkszentkirály und Krasznahorka (1821–1891) ⚭ 1833 Gräfin Gabriella Pálffy von Erdőd (1833–1914)                                     | Graf Máno Andrássy von Csíkszentkirály und Krasznahorka (1821–1891) ⚭ 1833 Gräfin Gabriella Pálffy von Erdőd (1833–1914)                  | Graf Máno Andrássy von Csíkszentkirály und Krasznahorka (1821–1891) ⚭ 1833 Gräfin Gabriella Pálffy von Erdőd (1833–1914)                  | Graf Máno Andrássy von Csíkszentkirály und Krasznahorka (1821–1891) ⚭ 1833 Gräfin Gabriella Pálffy von Erdőd (1833–1914)                               | Graf Máno Andrássy von Csíkszentkirály und Krasznahorka (1821–1891) ⚭ 1833 Gräfin Gabriella Pálffy von Erdőd (1833–1914)                 |
|                                     | Graf Géza Julius Alexander Johann Maria Andrássy von Csíkszentkíraly und Krasznahorka (1856–1938)                                                            | | | | | | | |